# George Gordon Byron

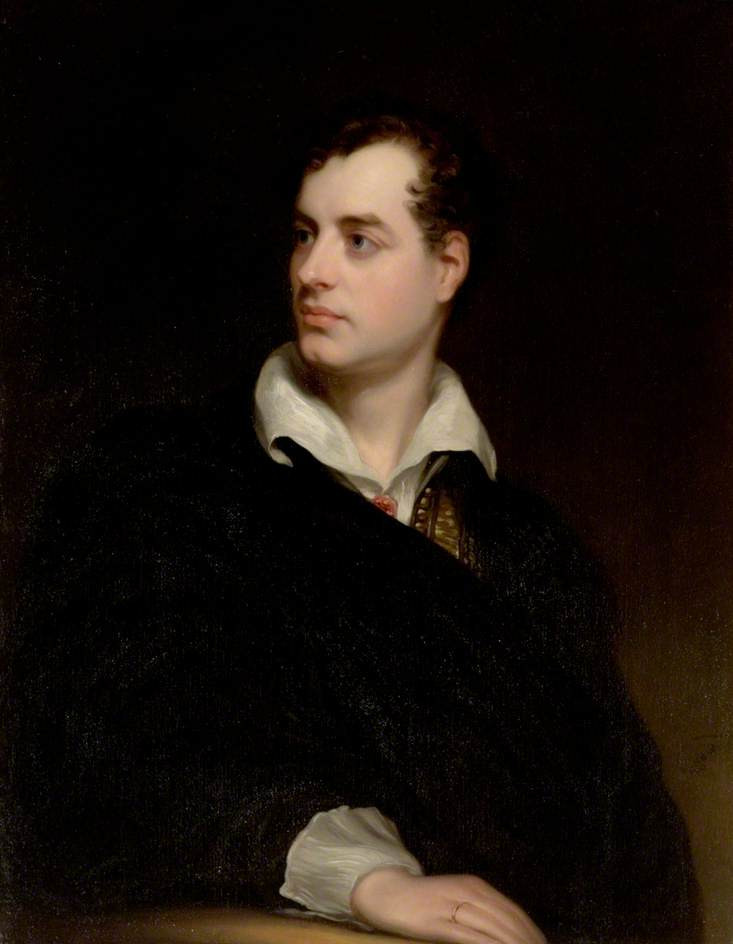
6th Lord Byron, Porträt von Thomas Phillips (1813; Newstead Abbey)

George Gordon Noel, 6. Baron Byron (geborener George Gordon Byron; * 22. Januar 1788 in London, England; † 19. April 1824 in Messolongi, Griechenland), bekannt als Lord Byron, war ein britischer Dichter. Er gilt als einer der wesentlichen Vertreter der englischen Romantik und war bekannt als Dandy. Er war der Vater der Mathematikerin Ada Lovelace, wahrscheinlich auch von Elizabeth Medora Leigh, und ist als Teilnehmer am Freiheitskampf der Griechen bekannt.

## Leben

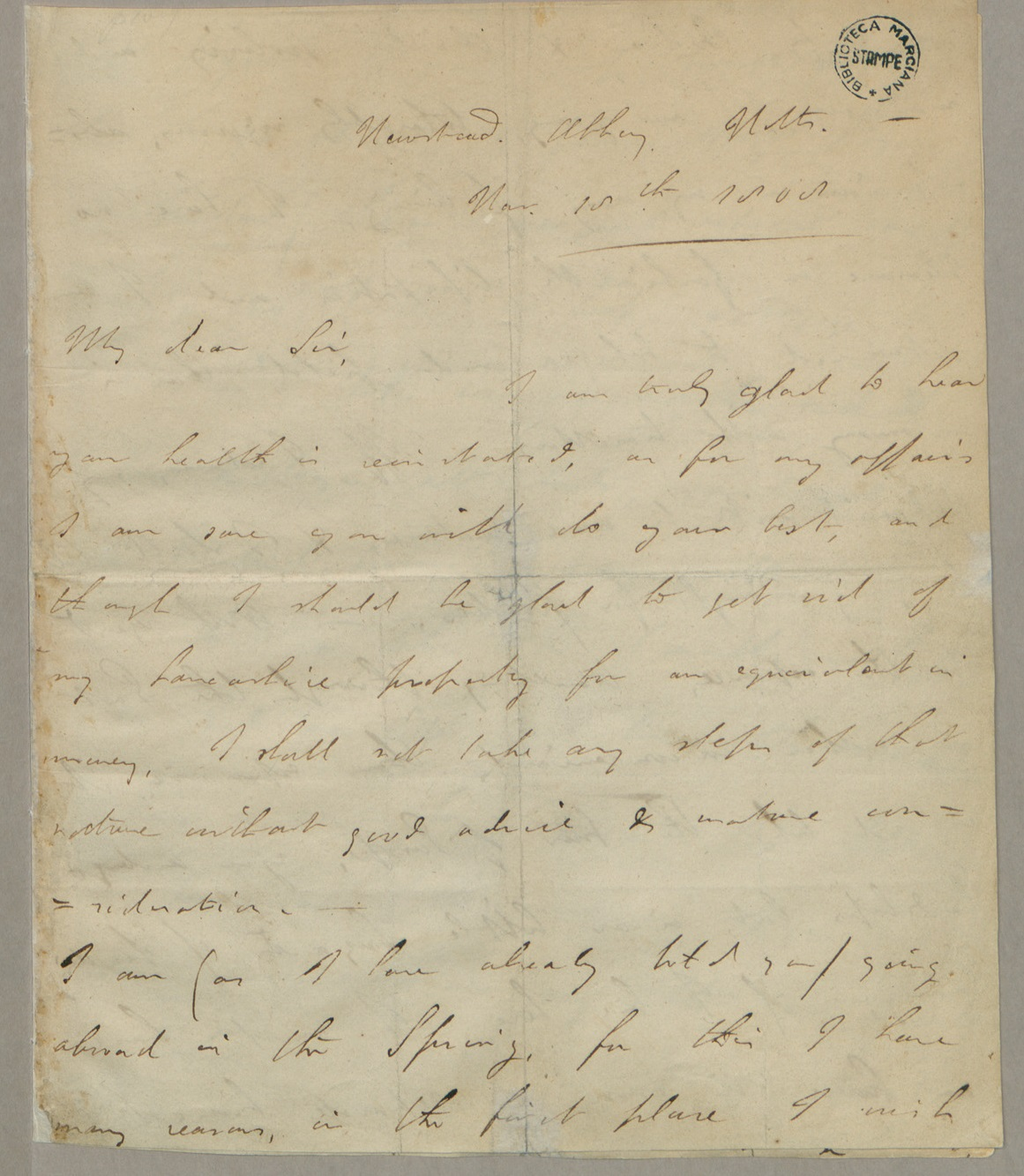
Eigenhändiger Brief Byrons an John Hanson (1808; Fondazione BEIC)

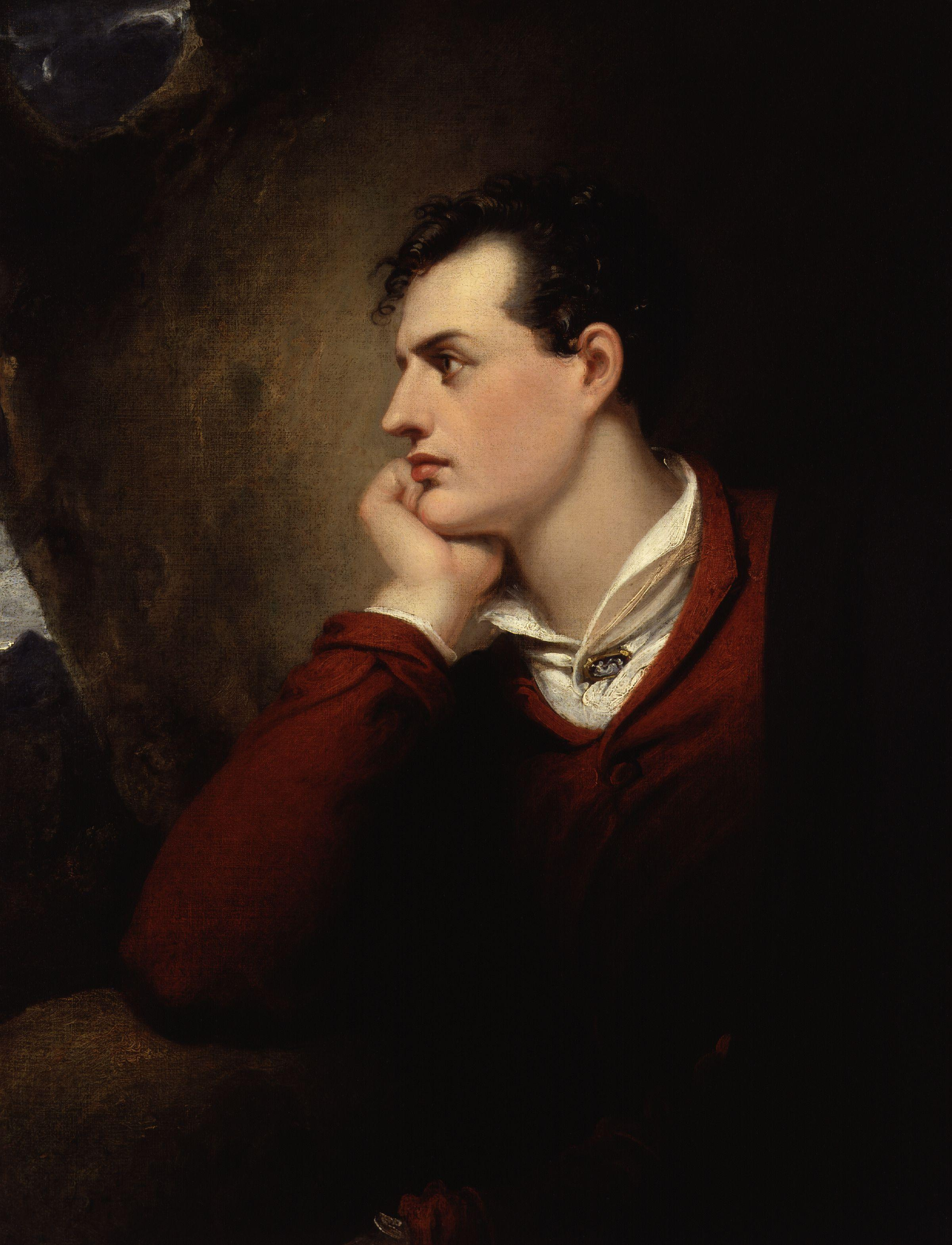
George Gordon Byron, 6th Baron Byron, Gemälde von Richard Westall (1813; heute in der National Portrait Gallery, London)

George Gordon Byron war ein Enkel von John Byron, einem Südseeforscher und britischen Admiral. Sein Vater, John „Mad Jack“ Byron, ein Gardehauptmann in der britischen Armee, starb 1791. Byron verlebte seine frühe Kindheit im schottischen Aberdeen, aufgezogen von seiner Mutter Catherine Gordon of Gight, einer schottischen Adligen. Stark beeinflusst wurde er vom calvinistischen Glauben seines Kindermädchens May Grey. Der gutaussehende, dem englischen Hochadel angehörende und vermögende Byron hatte einen Klumpfuß und litt zeitlebens unter seiner oft schmerzhaften Behinderung, die er als entwürdigende Missbildung empfand und die ihn gesellschaftlich einschränkte, da er zum Beispiel nicht tanzen konnte.
Beim Tod seines Großonkels William erbte Byron 1798 im Alter von zehn Jahren dessen englischen Adelstitel Baron Byron, of Rochdale in the County Palatine of Lancaster, sowie das weitgehend heruntergewirtschaftete Anwesen Newstead Abbey.
Ab 1801 besuchte Byron die angesehene Harrow School. Im Jahr 1805 trat er ins Trinity College in Cambridge ein. Dort verliebte Byron sich in den zwei Jahre jüngeren Chorsänger John Edleston. Als dieser Cambridge 1807 verließ und nach London zog, schrieb Byron in einem Brief vom 5. Juli 1807:
„[…] er war seit Oktober 1805 mein beinahe ständiger Gefährte, als ich ins Trinity College eintrat. […] Ich liebe ihn bestimmt mehr als irgendein anderes menschliches Wesen.“
Sein Leben lang hatte Byron sowohl heterosexuelle als auch homosexuelle Beziehungen. Er musste dabei in England sehr vorsichtig sein, da dort auf homosexuellen Geschlechtsverkehr die Todesstrafe stand. Daher benutzte Byron z. B. in seinen Briefwechseln mit Freunden Code-Wörter.
Byron durfte 1808 – nach Erreichen der Volljährigkeit – den mit dem Adelstitel verbundenen Sitz im House of Lords einnehmen. Er unternahm 1809 eine große Reise in den Mittelmeerraum: Über Lissabon fuhr er nach Spanien und besuchte auch Malta, Albanien, Griechenland und die Küste Kleinasiens. Byron hatte zuvor angedeutet, dass ein Grund für die Reise auch in der Tatsache liege, dass der „Osten“, also der Mittelmeerraum, toleranter mit homosexuellen Beziehungen umgehe. Am 4. Oktober 1810 berichtete er in einem Brief aus Patras in Griechenland, dass er eine große Anzahl befriedigender, homosexueller Erlebnisse gehabt habe.
Bei seiner Rückkehr nach England im Juli 1811 wurde Byron von seinen Freunden vor der zunehmenden Homosexuellenfeindlichkeit in der Gesellschaft gewarnt. Im Oktober erfuhr er vom frühen Tod John Edlestons, seiner großen Liebe aus der Zeit im Trinity College. Das war ein „Schock“ für ihn, und er durchlebte eine längere Phase eines apathieähnlichen Zustands. In den folgenden sechs Monaten schrieb er eine Reihe von Elegien. Darin verbarg er die Identität Edlestons hinter dem Namen „Thyrza“. Sechs dieser Elegien erschienen als Anhang in der ersten und zweiten Auflage des Versepos Childe Harold’s Pilgrimage.
Im Jahr 1812 wurde Byron durch die Publikation der ersten beiden Canti von Childe Harold’s Pilgrimage schlagartig bekannt. Er wurde in den folgenden Jahren zum Liebling der Londoner Gesellschaft sowie zum Salonlöwen mit zahlreichen Affären. Oft zitiert wurden seine Worte „I woke up one morning and found myself famous“ („Ich erwachte eines Morgens und fand mich berühmt wieder“).
Im selben Jahr löste er durch sein offenes Verhältnis mit der verheirateten Lady Caroline Lamb einen gesellschaftlichen Skandal aus, der fortan seinen Ruf als „Mann von zweifelhafter Moral“ prägte. Lady Caroline beschrieb den Dichter zu dieser Zeit als „mad, bad and dangerous to know“ („verrückt, schlecht und gefährlich, ihn zu kennen“). Nach drei Monaten trennte sich Byron von ihr. Vermutlich fürchtete er sich davor, zu sehr dominiert zu werden. Lady Caroline verfolgte ihn öffentlich wie privat. Sie blieb besessen von der Idee, sich an Byron zu rächen. Sie schlich sich in Byrons Haus ein und hinterließ in einem Buch die Worte „Remember me!“ („Gedenke meiner!“) als Zitat aus Shakespeares Hamlet, das dort vom rachesuchenden Geist gesprochen wird. Als Antwort schrieb Byron ein wütendes, verfluchendes Gedicht mit dem Titel „Remember Thee!“ („Ich gedenke Deiner!“), das aber erst nach seinem Tod veröffentlicht wurde.

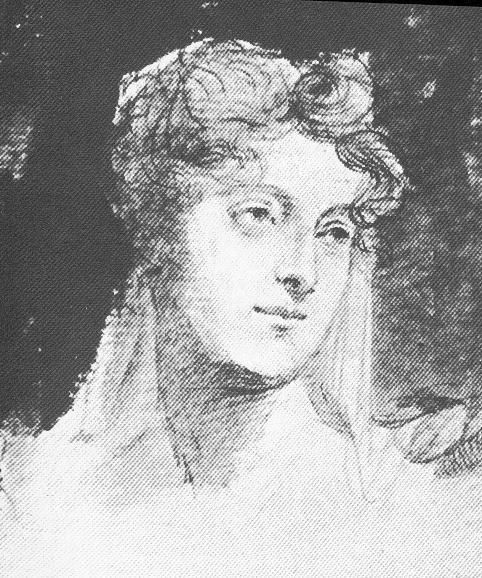
Byrons Halbschwester Augusta, Kohlezeichnung von Georg Hayter

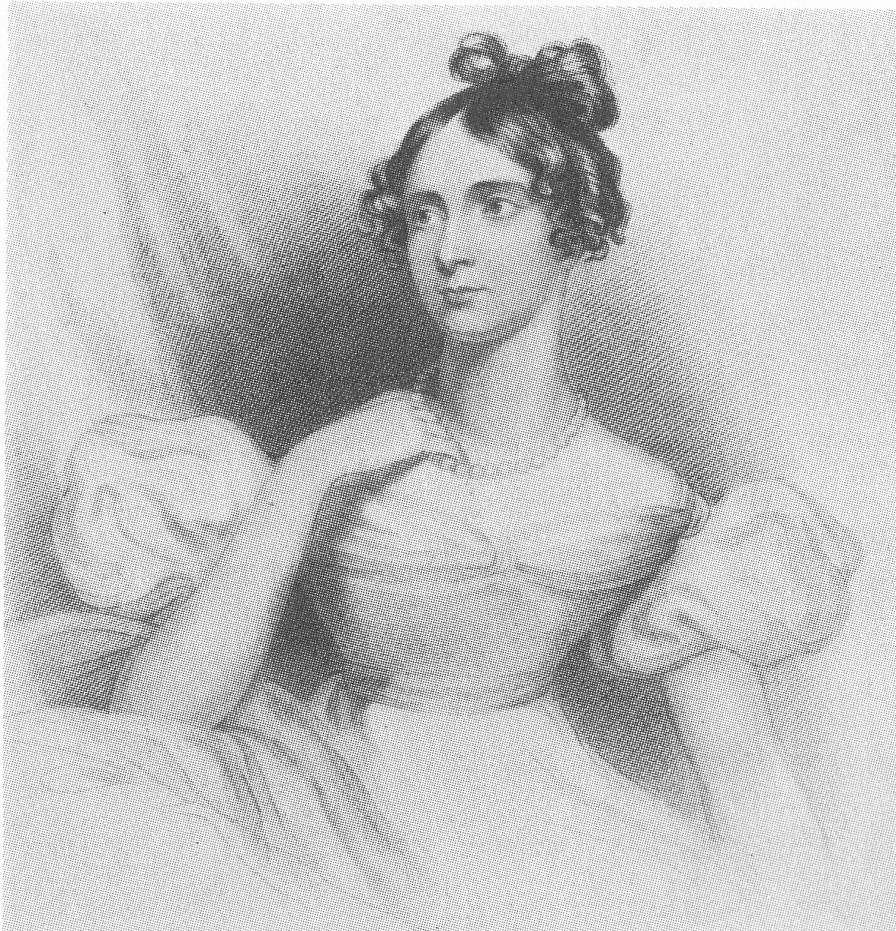
Anne Isabella Milbanke, anonyme Zeichnung (um 1813)

Im Jahr 1813 traf Byron in London seine Halbschwester Augusta Leigh wieder, die Tochter seines Vaters aus dessen erster Ehe. Die Briefe, die Byron zu dieser Zeit an seine Vertraute Lady Melbourne schrieb, lassen auf ein inzestuöses Verhältnis zwischen Leigh und ihrem Halbbruder schließen. Weil Augusta Leigh seit 1811 von ihrem Ehemann George Leigh getrennt lebte, war Byron mutmaßlich der Vater ihrer im April 1814 geborenen Tochter Elizabeth Medora. „Diese perverse Leidenschaft war meine tiefste“, schrieb Byron aus seinem späteren Exil an Lady Melbourne. Er verfasste mehrere Liebesgedichte für seine Halbschwester: Stanzas for Augusta und Epistle for Augusta. In seinen Werken findet sich wiederholt das Motiv der Geschwisterliebe: In Kain und Manfred lieben die Protagonisten ihre Schwestern.
Lady Melbourne warnte Byron vor den gesellschaftlichen Konsequenzen, sollte seine Neigung publik werden, und riet ihm zu einer baldigen Heirat, um seinen Ruf zu rehabilitieren. Byron verlobte sich daraufhin mit Melbournes Nichte Anne Isabella „Annabella“ Milbanke.

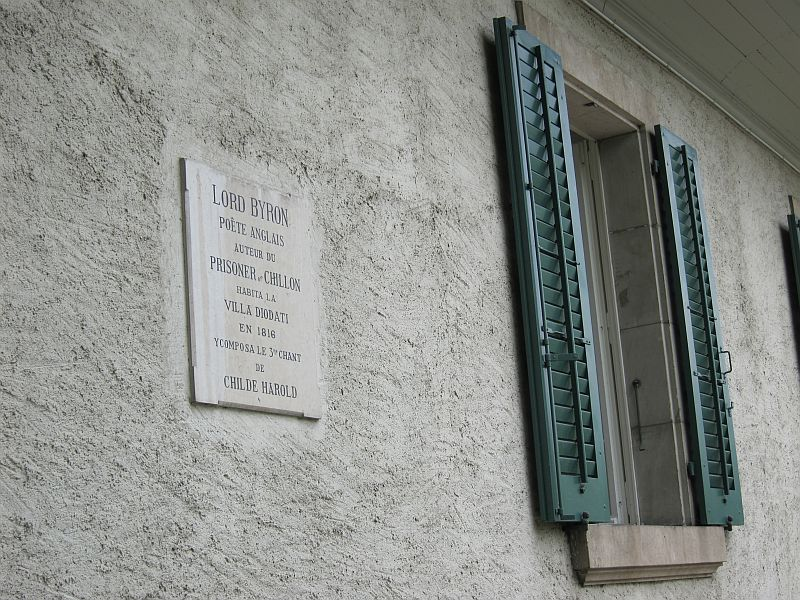
Tafel an der Genfer Villa Diodati zur Erinnerung an Byrons Aufenthalt 1816

Im Januar 1815 fand die Heirat in Seaham statt. Das Verhältnis zwischen Byron und seiner Frau war nach kurzer Zeit sehr angespannt: Der leidenschaftliche, fantasiereiche und zu Scherzen neigende Künstler und die ernsthafte, rational veranlagte Amateur-Mathematikerin litten in der Ehe unter ihren Charakterdifferenzen. Zudem berichtete Anne Isabella „Annabella“ Wentworth ihren Eltern, dass Byron zu brutalen Wutanfällen neige. Ende April 1815 ergänzte das Paar seinen Familiennamen von „Byron“ zu „Noel-Byron“, nachdem Lord Byrons Gattin nach dem Tod ihres Onkels Thomas Noel, 2. Viscount Wentworth (1745–1815), wesentliche Teile von dessen Vermögen geerbt hatte. Am 10. Dezember 1815 wurde die gemeinsame Tochter Augusta Ada geboren. Anfang 1816 bat Byron Annabella, mit der Tochter zu ihren Eltern zu ziehen. Sie hielt ihn mittlerweile für geisteskrank. Nach ihrem Auszug sorgte sie dafür, dass der Arzt Francis Le Mann Byron behandelte, wobei er dessen Geisteszustand einschätzen sollte, ohne dass Byron von diesem Anliegen etwas mitbekam. Der Arzt befand Byron für geistig gesund.
Die skandalumwobene Trennung des Ehepaars führte zu einem öffentlichen Eklat. Lady Caroline mischte sich mit Andeutungen und Anschuldigungen zu Byrons Homosexualität ein. Die sich verhärtende öffentliche Meinung wurde für Byron bedrohlich. Er war gesellschaftlich isoliert und verließ London am 23. April und England am 25. April 1816 auf Dauer.
Ab Mai mietete Byron die Villa Diodati in Cologny am Genfersee. Dort wohnte er zusammen mit seinem Leibarzt John Polidori. In Cologny besuchten Percy Bysshe Shelley und dessen Partnerin Mary Godwin, die Tochter von Mary Wollstonecraft und William Godwin, und Marys Stiefschwester Claire Clairmont, mit der Byron bereits im März in England eine Affäre begonnen hatte, Byron. Diese Affäre war durch Claire Clairmonts eifrige Bemühungen zustande gekommen. Nach einer ersten Begegnung der beiden, auf Initiative Claires hin, sahen sie sich häufiger. Claire machte Byron mit Shelleys Dichtungen Queen Mab und Alastor bekannt. Shelley und Byron begegneten sich am Genfersee erstmals persönlich. Dies war der Anfang einer wachsenden Freundschaft zwischen den beiden Dichtern. Im Juni stellte sich heraus, dass Claire von Byron schwanger war. Seine zweite oder dritte Tochter, die den Namen Allegra (1817–1822) erhielt, wurde im folgenden Januar geboren und wuchs (im Gegensatz zu dessen anderen Töchtern) zumindest zeitweise bei Lord Byron auf, der sie aber auch Pflegefamilien und zuletzt einem katholischen Konvent übergab.
Angeregt durch die düstere nächtliche Atmosphäre der Seelandschaft im „Jahr ohne Sommer“ vereinbarte die Runde, Schauergeschichten zu schreiben. So entstand Mary Shelleys Roman Frankenstein or: The New Prometheus. Polidori verfasste die Erzählung The Vampyre, die als der literarische Beginn des Genres der Vampirgeschichten gilt.

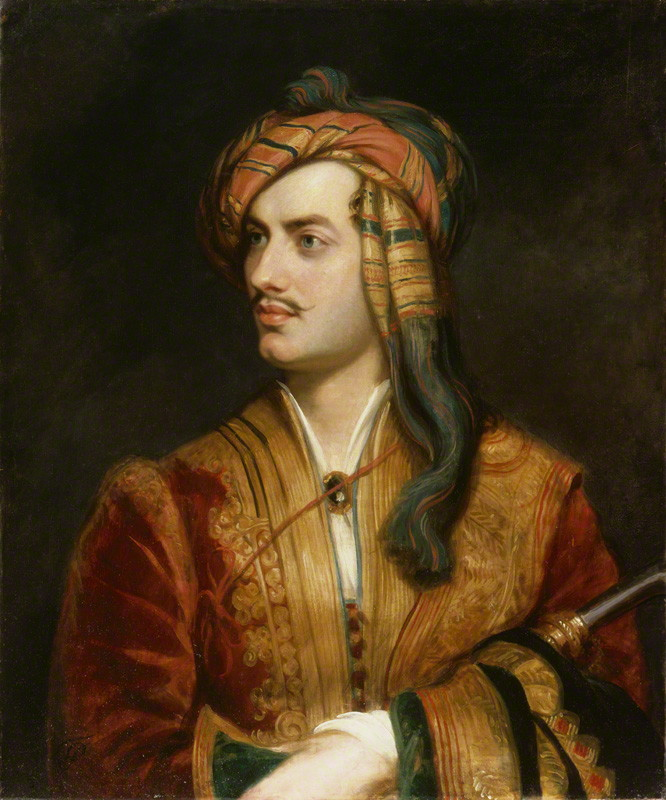
Lord Byron in Albanian dress, Gemälde von Thomas Phillips (um 1835; National Portrait Gallery)

Im Oktober 1816 verlegte Byron seinen Wohnsitz nach Venedig. Dort besuchte er die Insel San Lazzaro degli Armeni, wo der armenische Gelehrte Harutiun Avgerian wohnte; mit ihm arbeitete er an einer englischen Grammatik des Armenischen und erlernte die armenische Sprache. 1817 verkaufte er den Familienstammsitz Newstead Abbey. Im Sommer 1818 besuchte ihn Percy Bysshe Shelley mehrfach in Venedig. Sie verbrachten viel Zeit miteinander, und ihre Freundschaft festigte sich endgültig.
1819 begann Byron eine Affaire mit der verheirateten Gräfin Teresa Guiccioli, die vier Jahre andauern sollte. 1820 erlaubte der Papst die Trennung des Grafen Guiccioli von Teresa, unter der Bedingung, dass sie sich unter den Schutz ihres Vaters, des Grafen Gamba, begab. Sie zog zu ihm in die Nähe von Ravenna, während Byron in Ravenna blieb. Nach einiger Zeit wurde es Byron erlaubt, sich mit Teresa Guiccioli zu treffen. Er wurde von der Familie Gamba freundlich aufgenommen.
Im Jahr 1820 schloss sich Byron der italienischen Freiheitsbewegung der Carbonari an, zu der auch Teresa Guicciolis Familie enge Verbindungen unterhielt. Byron erkannte Anfang 1821 die Schwächen der Bewegung und ging mehr auf Abstand. Im Juli 1821 wurden Graf Gamba und Teresas Bruder Pietro aufgrund ihrer Verbindung zu den Carbonari aus Ravenna verbannt. Teresa Guiccioli schloss sich ihnen an. Byron verließ auf Shelleys Vorschlag Ravenna und zog nach Pisa, wohin ihm Guiccioli folgte. Hier bildete sich der sogenannte Pisan Circle, eine Gruppe von Auswanderern aus dem Bereich Literatur und Militär, die sich um Lord Byron und Percy und Mary Shelley sammelten. Zu ihnen gehörten u. a. Edward John Trelawny, Edward Ellerker Williams, John Taaffe, Shelleys Cousin Thomas Medwin und auch Teresas Bruder Pietro Gamba.
Im August 1821, noch in Ravenna, hatten Byron und Shelley die Gründung einer Zeitschrift besprochen. Shelley hatte Leigh Hunt als dritten Partner vorgeschlagen. Erst im Juli 1822 kam es zum ersten Treffen zwischen Shelley, Byron und Hunt in Livorno und in Pisa, wo das Zeitschriftenprojekt, das den Namen The Liberal tragen sollte, besprochen wurde.
Nachdem Lord Byron und seiner Gattin beim Tode deren Mutter Hon. Judith Noel am 22. Januar 1822 deren erhebliches Vermögen zugefallen war, verkürzte Lord Byron mit königlicher Lizenz vom 27. Februar 1822 seinen Familiennamen von „Noel-Byron“ zu „Noel“. Byron benutzte anschließend ein kleines Siegel mit den Initialen „NB“ und unterzeichnete mit „Noel Byron“.
Am 8. Juli, auf der Rückfahrt von Livorno nach Lerici geriet Shelleys Segelboot mit Shelley, Edward Ellerker Williams und dem Bootsjungen Charles Vivian an Bord in einen Sturm. Das Boot sank und alle drei ertranken. Ihre Leichen wurden zehn Tage später in der Nähe von Viareggio an Land gespült. Byron trauerte tief. Zusammen mit Edward John Trelawny und Leigh Hunt ließ Byron Shelleys Leichnam auf einem Scheiterhaufen am Strand in einer besonderen Zeremonie verbrennen.

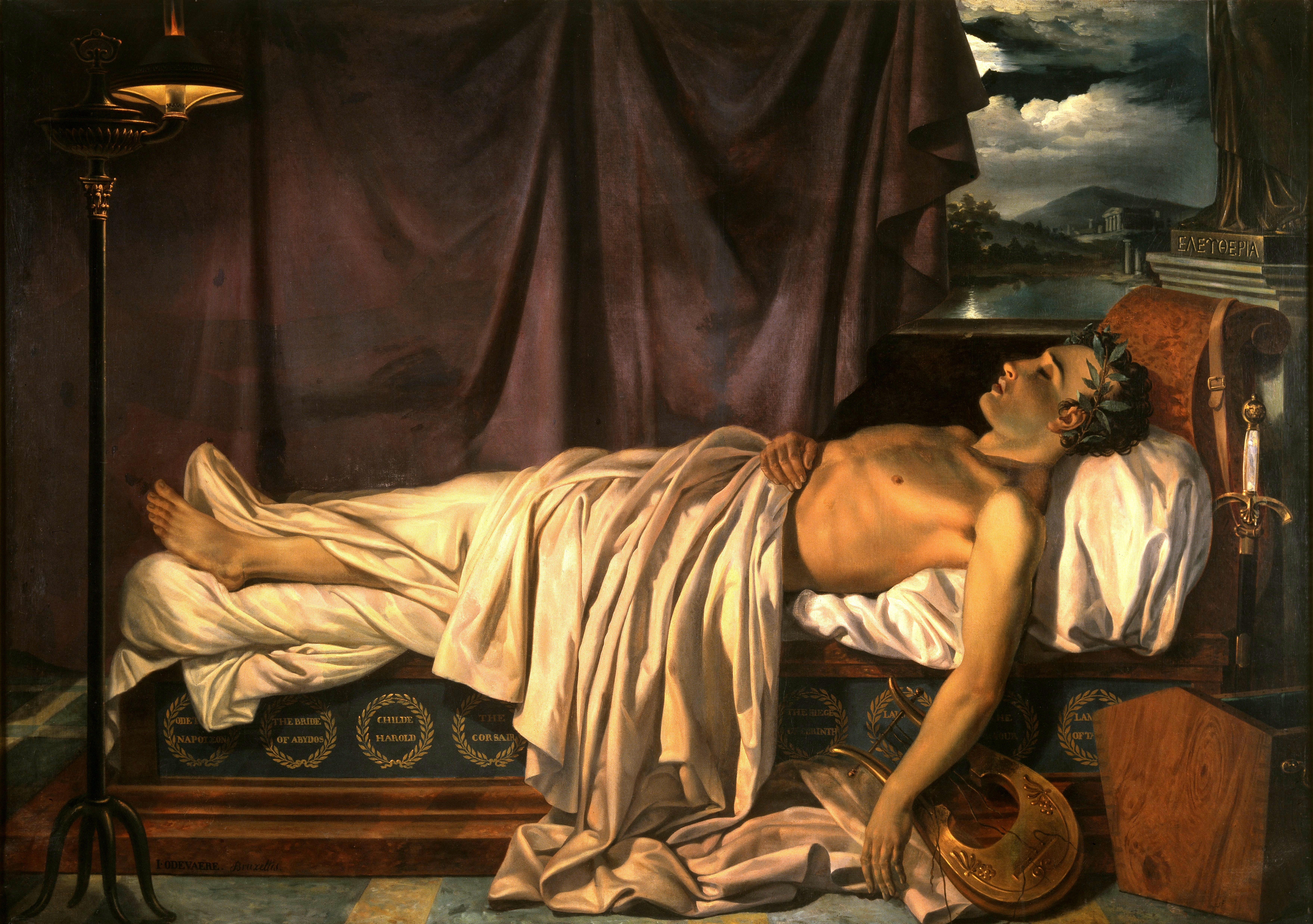
Lord Byron on His Deathbed, Ölgemälde von Joseph-Denis Odevaere (um 1826; Groeningemuseum, Brügge)

Anfang 1823 nahm Byron als Philhellene das Kommando über die freien griechischen Streitkräfte an. Ein Jahr später starb er in Messolongi in Griechenland an den Folgen einer Unterkühlung, geschwächt durch medizinischen Aderlass. Da er keine männlichen Nachkommen hatte, fiel sein Adelstitel an seinen Cousin George Anson Byron (1789–1868).
In diesen letzten Monaten seines Lebens hatte sich Byron heftig in den jungen Griechen Lukas Chalandritsanos verliebt, den er als „Pagen“ eingestellt hatte, nicht als „Diener“, denn Lukas war gebildet und kam aus einer Familie mit hohem Ansehen. Lukas erwiderte diese Liebe nicht, was für Byron sehr schmerzhaft und schwer zu ertragen war. In einem seiner letzten Gedichte, On this day I Complete My Thirty-Sixth Year, schrieb Byron die Zeilen: „Dennoch, auch wenn ich nicht geliebt werden kann / So laß mich doch lieben!“ (“Yet, though I cannot be beloved / Still let me love!”).

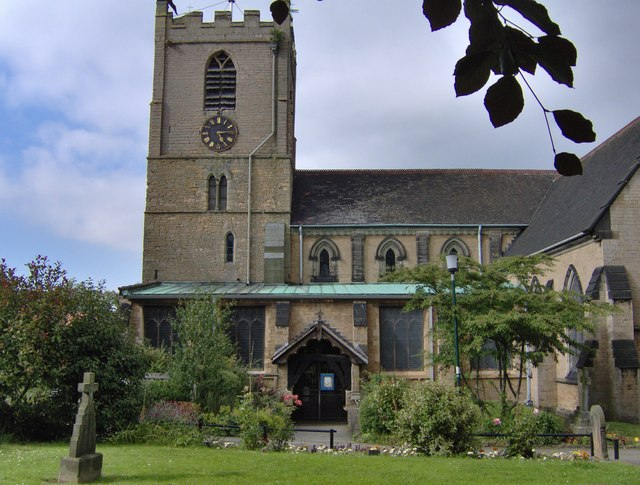
St.-Maria-Magdalena-Kirche in Hucknall

Wegen seines Engagements für die griechische Unabhängigkeitsbewegung ist Byron in Griechenland bis heute bekannt und hoch angesehen. Die nach dem Griechisch-Türkischen Krieg entstandene attische Gemeinde Vyronas wurde rund hundert Jahre nach dem Tod des Dichters nach ihm benannt. Byrons Leichnam wurde einbalsamiert und per Schiff nach England überführt. Sein Grab befindet sich in der Familiengruft der Lords Byron in der St.-Maria-Magdalena-Kirche in Hucknall, Nottingham, nahe Newstead Abbey. 1969 wurde im Poets’ Corner der Londoner Westminster Abbey eine Gedenktafel für Byron angebracht.

## Literarischer Stellenwert
Byrons Werke, die der englischen Spätromantik (sog. Schwarze Romantik oder Negative Romantik) zuzuordnen sind, sind von Ablehnung althergebrachter Strukturen geprägt. Seine Helden sind, vielleicht als Projektion oder Inszenierung seiner selbst, intelligent, mutig und leidenschaftlich, jedoch gleichermaßen rastlos, verletzlich und einsam, so dass ihnen letztlich Zufriedenheit und Glück versagt bleiben.
Byron schuf mit den Protagonisten seiner Werke eine archetypische Figur der Literatur: den „Byronic Hero“ (dt. Übersetzung mitunter: „Byronscher Held“), der die Leidenschaft der romantischen Künstlerpersönlichkeit mit dem Egoismus eines auf sich selbst fixierten Einzelgängers verbindet. Der „Byronic Hero“ ist ein Außenseiter und Rebell, dem es nicht um gesellschaftliche Veränderungen, sondern um die Befriedigung persönlicher Bedürfnisse geht. Als Vorläufer des „Byronic Hero“ gilt die Figur Satans in John Miltons Paradise Lost. Byron entwarf mit seinem Helden zugleich den Mythos um seine eigene Person und gehört damit zu den ersten Künstlern, die bewusst ein öffentliches Image pflegten.
Peter Cochran geht in seiner Charakterisierung des Byronic Hero ein Stück weiter, indem er Byrons homosexuelle Seite berücksichtigt, und nennt den Byronic Hero Byrons „sorgfältigstes Portrait eines Bisexuellen (mit einer Tendenz zum Homosexuellen)“ – allerdings sei es ein verdecktes Porträt. Er sieht den Byronic Hero oft frauenfeindlich, aber gleichzeitig mit Zärtlichkeit ausgestattet, die andeutet, er könne eventuell durch die „Liebe einer guten Frau“ erlöst werden. Jedoch habe der Byronic Hero „keine Zeit für Frauen“.
Cochran hebt auch hervor, dass Byrons homosexuelle Seite und die Tatsache, dass dies für ihn eine echte Gefahr bedeutete, sollte es an die Öffentlichkeit gelangen, Auswirkungen auf sein Werk hatte. So habe fast von Anfang an, als er mit dem Schreiben von Gedichten begann, die Vorsicht ihm ein bestimmtes „Maß an Heuchelei“ vorgeschrieben. Und mit dem Reiferwerden seiner Kunst habe er damit begonnen, hinter einer „Reihe zunehmend ausgeklügelterer Fassaden zu arbeiten.“
Ähnlich schreibt MacCarthy, Byrons „lange Gewohnheit des Verbergens seiner sexuellen Vorlieben“ habe „ihre Auswirkungen auf die schillernden Verschleierungen seines Schreibens“ gehabt.
Einige von Byrons bekanntesten romantischen Gedichten (z. B. „She Walks in Beauty“) wurden als Texte zu jüdischen Melodien geschrieben, die sein Freund Isaac Nathan komponiert und arrangiert hatte. Ursprünglich zusammen veröffentlicht, wurden die Gedichte zunehmend bekannter und mehrfach neu aufgelegt, die Musik hingegen geriet in Vergessenheit.
Neben einer künstlerisch inspirierenden Freundschaft mit Shelley stand Byron unter anderem in Korrespondenz mit Goethe, dem er sein Werk Manfred als Antwort auf dessen Faust I widmete. Nach Byrons frühem Tode setzte Goethe diesem ein postumes Denkmal mit der Figur des Euphorion im Faust II. Heinrich Heine widmete Byron ein Gedicht (Eine starke, schwarze Barke).
Großen Einfluss übte Byron auf den jungen Edgar Allan Poe aus, der ihn in seiner ersten Erzählung Die Verabredung porträtierte. Ebenso wirkmächtig wurde Byrons Literatur und Figur für den jungen Friedrich Nietzsche. Nietzsche verwendete in diesem Zusammenhang zum ersten Mal den später so oft zitierten Begriff des „Übermenschen“, indem er Byron als „geisterbeherrschenden Uebermenschen“ charakterisierte. Von Byron beeinflusst zeigten sich auch der englische Maler William Turner und der russische Dichter Alexander Puschkin. Der Byronsche Held wurde zum Vorläufer des Topos des „überflüssigen Menschen“ in der russischen Literatur der 1830er bis 1850er Jahre; oft wird in den Werken dieser Zeit explizit auf Lord Byron Bezug genommen („Byronismus“).

Siegel der griechischen Gemeinde Vyronas mit dem Porträt Byrons

## Ehrungen und Nachwirkung
Das Andenken Byrons ist in Griechenland bis heute präsent. So ist Vyron oder Vyronas (neugriechisch Βύρων, Βύρονας) ein noch heute gebräuchlicher griechischer Vorname (vgl. Byron Fidetzis). Auch die attische Gemeinde Vyronas, ein Athener Vorort, ist nach Lord Byron benannt. Zahlreiche Hotels tragen den Namen Byrons, unter anderem das zwischen 1841 und 1929 bestehende Hôtel Byron am Genfersee.

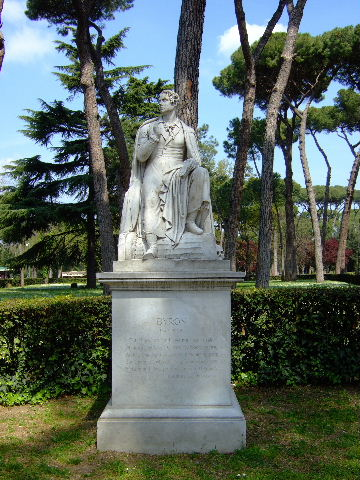
Byron-Denkmal im Garten der Villa Borghese in Rom

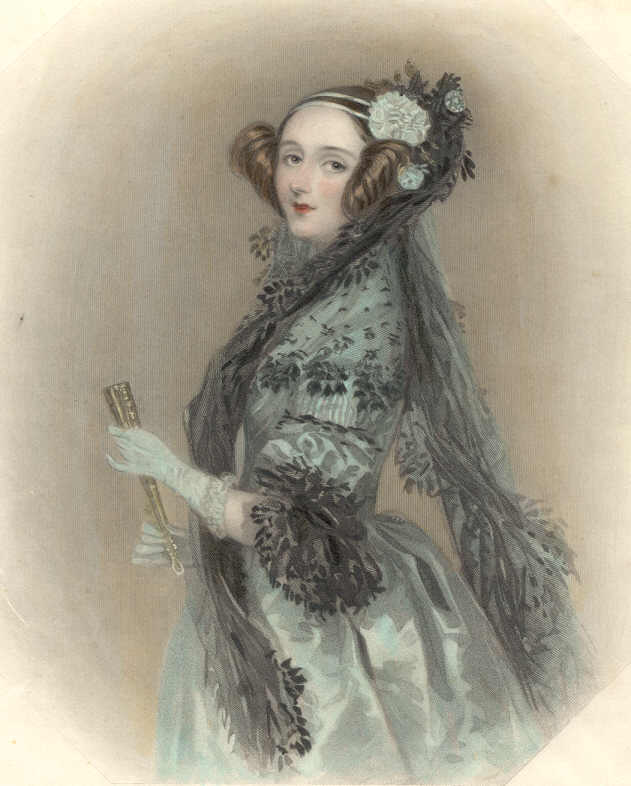
Ada King, Countess of Lovelace, Porträt von Alfred Edward Chalon (um 1838; u. a. Science Museum, London)

Der 1979 entdeckte Asteroid des inneren Hauptgürtels (3306) Byron wurde nach George Gordon Byron benannt.

## Werke

### Einzelwerke (Auswahl)
- Fugitive Pieces. 1806.
- Poems on Various Occasions. Hours of Idleness. 1807.
- Epitaph to a Dog. 1808.
- English Bards and Scotch Reviewers. 1809.
- Childe Harold’s Pilgrimage. Cantos 1–2. 1812.
- The Giaour. The Bride of Abydos. 1813.
- The Corsair. Lara. Ode to Napoleon Buonaparte. 1814.
- Hebrew Melodies. 1815.
- The Prisoner of Chillon. 1816.
- When in pain. 1816.
- The Siege of Corinth. Parisina. Childe Harold’s Pilgrimage, Canto 3. The Prisoner of Chillon. 1816.
- Manfred. 1817.
- Beppo. Childe Harold’s Pilgrimage, Canto 4. 1818.
- Mazeppa. Don Juan. Cantos 1–2. 1819.
- Sardanapal. 1821.
- Marino Faliero. Don Juan. Cantos 3–5. Cain. The Two Foscari. Sardanapalus. 1821.
- Vision of Judgement. 1822.
- Don Juan. Cantos 6–14. 1823.
- Don Juan. Cantos 15–16. 1824.

### Gesamtausgaben
- Ernest Hartley Coleridge, R. E. Prothero (Hrsg.): The Works of Lord Byron. 13 Bände, London 1898–1904. (Reprint New York, 1966.)
- Jerome J. McGann (Hrsg.): Lord Byron. The Complete Poetical Works. 7 Bände, Clarendon Press, Oxford 1980–1991.

### Bibliografien
- Leslie A. Marchand: Byron. A Biography. 3 Bände. John Murray, London 1957.
- Leslie A. Marchand (Hrsg.): Byron’s Letters and Journals. 12 Bände. John Murray, London 1973–1982.
- T. J. Wise: A Bibliography of the Writings in Verse and Prose of George Gordon Noel, Baron Byron. 2 Bände. Privatdruck 1933. Reprint London 1962 und 1972.

### Biographien
- Felix Eberty: Lord Byron. Eine Biographie. 2 Bände. Leipzig 1862.
- Benita Eisler: Byron – Der Held im Kostüm. Übersetzt von Maria Mill. Blessing, München 1999, ISBN 3-89667-082-4.
- Malcolm Elwin: Lord Byron’s Family. Annabella, Ada and Augusta 1816–1824. John Murray, London 1975.
- Teresa Guiccioli: Lord Byron jugé par les témoins de sa vie. 2 Bände. 1868 (Digitalisat von Band 1 und Band 2 bei Google Books).
  - englische Übersetzung: My recollections of Lord Byron and those of eye-witnesses of his life. 2 Bände. 1869 (Digitalisat der new edition von 1869 bei Google Books).
- Teresa Guiccioli: Vie de Lord Byron en Italie. 1983 (englische Übersetzung: Lord Byron’s Life in Italy, 1988).
- Evelyne Keitel: Lyrik, Inzest und die Liebe zur Mathematik: Ein schwieriges Erbe für Lord Byrons Töchter. In: Luise F. Pusch (Hrsg.): Töchter berühmter Männer: Neun biographische Portraits (= Insel TB. 979). Frankfurt am Main 1988, ISBN 3-458-32679-0, S. 155–208.
- Fiona MacCarthy: Byron. Life and Legend. Farar, Strauss und Giroux, New York 2002; Neuauflage London 2014, ISBN 0-374-18629-4.
- Leslie A. Marchand, Byron. A Biography. 3 Bände. Knopf, New York 1957.
- André Maurois: Don Juan oder das Leben Lord Byrons. Eine Biographie. Piper, München/Zürich 1990, ISBN 3-492-11210-2.
- Philipp Anton Guido von Meyer: Byron’s Leben, nach den eigenen Mittheilungen des Dichters und den Memoiren seiner Freunde. In: Lord Byron’s sämmtliche Werke, Teil I: Lord Byron’s Leben. Sauerländer, Frankfurt am Main 1830, S. 1–327 (Google Books).
- Hartmut Müller: Lord Byron. In Selbstzeugnissen und Bilddokumenten. Rowohlt, Reinbek bei Hamburg 1997, ISBN 3-499-50297-6.
- Margot Strickland: The Byron Women. Peter Owen, London 1974.

### Romane über Byron
- Federico Andahazi: Lord Byrons Schatten. Rowohlt, Reinbek bei Hamburg 2001, ISBN 3-498-00060-8.
- Kasimir Edschmid: Lord Byron, Roman einer Leidenschaft. Paul Zsolnay Verlag, Wien 1929.
- Christoph Hardebusch: Die Werwölfe. Heyne, München 2009, ISBN 978-3-453-53316-5 (Fantasy-Roman, der Bezug nimmt auf die Villa am Genfersee und in dem Byron als Werwolf darstellt wird).
- Tom Holland: Der Vampir. Econ, Düsseldorf 1996, ISBN 3-612-27200-4, (Inspiriert von Polidoris Erzählung wird Byron als Vampir dargestellt).
- Reinhard Kaiser: Der kalte Sommer des Dr. Polidori. Frankfurter Verlagsanstalt, Frankfurt am Main 1991, ISBN 3-627-10200-2.
- Tanja Kinkel: Wahnsinn, der das Herz zerfrisst. Goldmann, München 1990, ISBN 3-442-09729-0 (Mischung von Biographie und Fiktion).
- Benjamin Markovits schrieb eine Trilogie über Byron: Imposture (2007) aus der Sicht seines Arztes John Polidori, A Quiet Adjustment (2008) über seine Ehe mit Anne Isabella Milbanke und Childish Loves (2011) über seine Kindheit.
- Tim Powers: Die kalte Braut. Heyne, München 1991, ISBN 3-453-05031-2 (Fantasy-Roman unter Verwendung realer Lebensdaten).

## Filme
- Vom sündigen Poeten, GB 1949.
- Gothic, GB 1986.
- Remando al viento, ES 1988 (englische Fassung: Rowing with the Wind).
- Haunted Summer (Variante in deutscher Sprache: Schwarzer Sommer), USA 1988.
- Roger Cormans Frankenstein, USA 1990.
- Highlander – Das Leben der Bohème, Originaltitel: The Modern Prometheus Folge 105 der Highlander-Fernsehserie, USA 1997.
- Byron, GB 2003.
- Spuk in der Villa Diodati, Originaltitel: The Haunting of Villa Diodati, Staffel 12 Folge 8 der BBC-Serie Doctor Who, GB 2020.[40]

## Musik

### Klassische Musik
- Hector Berlioz schrieb 1834 die Sinfonie mit konzertanter Viola Harold en Italie, die von Byrons Childe Harold’s Pilgrimage inspiriert wurde.
- Henry Rowley Bishop schrieb für die postume Uraufführung des Manfred am Covent Garden Theatre in London 1834 die Bühnenmusik.
- Gaetano Donizetti schrieb drei Byron-Opern: Il diluvio universale (1829/30), Parisina (1833) und Marino Faliero (1835).
- Giuseppe Verdis 1845 uraufgeführte Oper I due Foscari auf ein Libretto von Francesco Maria Piave basiert auf Byrons Drama The two Foscari.
- Hector Berlioz: Le Corsaire rouge (1846).
- Louis Lacombe schrieb eine symphonie dramatique nach Manfred (1847).
- Robert Schumann: Manfred, Bühnenmusik zu einem dramatischen Gedicht von Lord Byron für Solisten, Chor und Orchester, op. 115, 1848.
- Verdis 1848 uraufgeführte Oper Il corsaro, wieder auf ein Libretto von Francesco Maria Piave, beruht auf Byrons dramatischem Gedicht The Corsair.
- Franz Liszts Symphonische Dichtung Tasso (1849) wurde von Byrons Gedicht The Lament of Tasso (1817) angeregt.
- Adolphe Adam: Ballettmusik zu Byrons The Corsaire (1856).
- Peter Tschaikowsky: Manfred-Sinfonie, op. 58 (1885).
- Zdeněk Fibich: Hedy. Oper in vier Akten, op. 43 (1896), Libretto (nach Don Juan) von Anežka Schulzová (Digitalisat im Internet Archive).
- Richard Arnell: Lord Byron. A Symphonic Portrait, op. 67 (1952).
- Agusti Charles’ Oper Lord Byron – un estiu sense estiu („Ein Sommer ohne Sommer“) hatte im März 2011 am Staatstheater Darmstadt Uraufführung.
- Virgil Thomsons Oper Lord Byron auf ein Libretto von Jack Larson, die 1972 im Lincoln Center in New York uraufgeführt wurde.
- Arnold Schönberg’s Ode to Napoleon Buonaparte (Lord Byron) for String Quartet, Piano and Reciter (1942), op. 41

### Andere Musikrichtungen
- Byronic Man – Cradle of Filth (Thornography), ein Lied aus der Sicht des „byronschen Helden“ geschrieben, das sich teilweise auf die Biographie Lord Byrons bezieht.
- Go No More A-Roving – Leonard Cohen, auf seinem 2004er Album Dear Heather befindet sich eine musikalische Interpretation des gleichnamigen Gedichts von Byron.
- Vor der Zeit – Schiller, auf ihrem Album Sehnsucht liest Ben Becker das Gedicht zu einer musikalischen Interpretation des Gedichtes.
- Dark Lochnagar – Vertonung des gleichnamigen Byron-Gedichtes durch die Band Green Highland auf dem Album Farewell to a Friend, 2007.
- Lord Byron Blues – Le London All Star (unter anderem Jimmy Page), auf dem Album British Percussion.
- A Curse of the Grandest Kind – The Vision Bleak (Set Sail to Mystery), das Intro des vierten Studioalbums der Gothic-Metal-Band mit einem Text von Lord Byron.